# Richard Joseph Gagnon

Erzbischofswappen von Richard Joseph Gagnon

Richard Joseph Gagnon (* 17. Juni 1948 in Lethbridge) ist ein kanadischer Geistlicher und emeritierter römisch-katholischer Erzbischof von Winnipeg.

## Leben
Richard Joseph Gagnon empfing am 24. Juni 1983 die Priesterweihe.
Papst Johannes Paul II. ernannte ihn am 14. Mai 2004 zum Bischof von Victoria. Die Bischofsweihe spendete ihm der Erzbischof von Vancouver, Raymond Roussin SM, am 20. Juli desselben Jahres; Mitkonsekratoren waren David John James Monroe, Bischof von Kamloops, und Eugene Jerome Cooney, Bischof von Nelson.
Am 28. Oktober 2013 ernannte Papst Franziskus Gagnon zum Erzbischof von Winnipeg. Die Amtseinführung erfolgte am 3. Januar des folgenden Jahres.
Papst Franziskus nahm am 30. Dezember 2024 das altersbedingte Rücktrittsgesuch von Richard Joseph Gagnon an.